# Niels Blach
Niels Svend Blach (6. prosinca 1893. — 10. prosinca 1979.) je bivši danski hokejaš na travi.
Osvojio je srebrno odličje na hokejaškom turniru na Olimpijskim igrama 1920. u Antwerpenu (Anversu) igrajući za Dansku. 

## Vanjske poveznice
- Profil na Database Olympics
- Profil na Sports Reference.com[neaktivna poveznica]